# Catubig
Catubig ist eine philippinische Stadtgemeinde in der Provinz Northern Samar. Sie hat 33.025 Einwohner (Zensus 1. August 2015). In der Gemeinde entspringt der Fluss Catubig, dieser mündet in der Philippinensee.

## Baranggays
Catubig ist politisch unterteilt in 47 Baranggays.
| - Anongo - D. Mercader (Bongog) - Bonifacio - Boring - Cagbugna - Cagmanaba - Cagogobngan - Calingnan - Canuctan - Guibwangan - Hinagonoyan - Hiparayan - Hitapi-an - Inoburan - Irawahan - Libon - Claro M. Recto (Lobedico) | - Lenoyahan - Magongon - Magtuad - Manering - Nabulo - Nagoocan - Nahulid - Opong - Osang - Osmeña - P. Rebadulla - Roxas - Sagudsuron - San Antonio - San Francisco | - San Jose (Hebobollao) - San Vicente - Santa Fe - Sulitan - Tangbo - Tungodnon - Vienna Maria - Barangay 1 (Pob.) - Barangay 2 (Pob.) - Barangay 3 (Pob.) - Barangay 4 (Pob.) - Barangay 5 (Pob.) - Barangay 6 (Pob.) - Barangay 7 (Pob.) - Barangay 8 (Pob.) |

## Geschichte
Während des Philippinisch-Amerikanischen Kriegs war Catubig Schauplatz einer Schlacht zwischen Samarnons und US-Amerikanern, die von 15. April bis 19. April dauerte und infolge der Belagerung von Catubig stattfand.